# Kayleigh McEnany
Kayleigh McEnany, född 18 april 1988 i Tampa, Florida, är en amerikansk politisk kommentator och från april 2020 till januari 2021 Vita husets pressekreterare i Donald Trumps kabinett.
Hon studerade utomlands i St Edmund Hall, Oxford. Hon tog examen från Georgetown University och Harvard University. Hon började sin mediekarriär som producent för Huckabee på Fox News och arbetade senare som kommentator på CNN. År 2017 utnämndes hon till nationell talesperson för RNC och den 7 april 2020 utsågs hon till Vita husets pressekreterare i Trump-administrationen.
I början av presidentvalet 2016 var hon kritisk mot den dåvarande kandidaten Trump och kallade hans kommentarer om mexikanska invandrare "rasistiska" och föreslog att det var "oäkta" att kalla honom republikan. Under kampanjen blev hon dock en stark pro-Trump-kommentator. Vid sitt första uppträdande som Trumps pressekreterare ifrågasattes hon av reportrar och lovade att hon aldrig skulle ljuga.
McEnany gifte sig med Sean Gilmartin i november 2017. Paret har en dotter, Blake, född i november 2019.